# Alberto Beretta Anguissola
Alberto Beretta Anguissola, né à Florence le 31 mai 1947, est un universitaire, critique littéraire et journaliste italien, spécialiste de Littérature française, notamment de l'œuvre de Marcel Proust. 
Il a remporté le prix Viareggio en 1976 pour son essai intitulé Proust inattuale.

## Biographie
Alberto Beretta Anguissola naît à Florence, fils de Luigi Beretta Anguissola qui a été vice-directeur général de la RAI ; la famille déménage à Rome en 1952. 
Il étudie à l'Istituto Massimiliano Massimo, dirigé par les Jésuites, où il est l'élève de Giovanni Macchia ; il est diplômé de l'université de La Sapienza de Rome en 1972. Il est nommé professeur ordinaire de littérature française à l'université de la Tuscia à Viterbe, après avoir enseigné à l'université de Salerne et à La Sapienza.
De 1978 à 1981, il est journaliste pour la rédaction du service étranger du TG1 de la RAI et collabore aux pages culturelles de La Repubblica et de la revue Paragone.
Il est surtout connu pour ses études portant sur Marcel Proust dont il a édité, avec Daria Galateria, son œuvre majeure chez Mondadori. Il a aussi travaillé sur Racine, Molière et sur les voyages imaginaires du XVIIe siècle et du XVIIIe siècle. Il s'est également intéressé à Barbey d'Aurevilly et à René Girard, dont il a traduit les œuvres.

## Publications
- (it) Proust inattuale, Rome, Bulzoni, coll. « Biblioteca di cultura » (no 79), 1976, 227 p. : prix Viareggio[2].
- Le città dell'ombra, Rome, Bulzoni, 1979, 197 p.
- (it + fr) Proust e la Bibbia, Milan, San Paolo, coll. « Pinnacoli » (no 19), 1999, 200 p. (ISBN 88-215-3895-8).
- Ombres de l'utopie. Essais sur les voyages imaginaires du XVIe au XVIIIe siècle, Paris, Champion, coll. « L'Atelier des voyages » (no 7), 2011, 250 p. (ISBN 978-2-7453-2288-3).
- (it) L'errore giudiziario in Zola e in Proust, Naples, Editoriale scientifica, coll. « Lezioni magistrali » (no 43), 2012, 45 p. (ISBN 9788863422399).
- Les Sens cachés de la "Recherche", Paris, Classiques Garnier, coll. « Bibliothèque proustienne » (no 5), 2013, 467 p. (ISBN 978-2-8124-1095-6).
- (it) Il romanzo francese dell'Ottocento : un racconto in otto percorsi, Rome, Carocci editore, coll. « Quality paperbacks », 2021, 230 p. (ISBN 978-88-290-1101-8).
- avec Alessandro Figà Talamanca : (it) La prenderemo per omicida. Caso Marta Russo, il dramma di Gabriella Alletto, Roma, Koinè, 2001.
- (it) Il romanzo francese di formazione, Rome et Bari, Laterza, 2009.
- Pubblicare, rappresentare, interpretare, tradurre Racine, oggi, una conversazione tra Alberto Beretta Anguissola, Benedetta Bini, Benedetta Craveri, Maurizio Cucchi, François-Xavier Cuche, Francesco Fiorentino, Giorgio Manacorda, Marco Mancini e Benedetta Papasogli, Viterbe, Sette città, 2010.
- (it) Il lettore innamorato, Carocci Editore, 2016.
- (it) Proust: guida alla Recherche, Carocci editore - Bussole, 2018.

### Éditions et traductions de textes
- Jules Barbey d'Aurevilly, La stregata, Milan, Rusconi, 1975.
- Marthe Bibesco, Al ballo con Marcel Proust, Palerme, Sellerio, 1978.
- Pierre Choderlos de Laclos, Le relazioni pericolose [Les Liaisons dangereuses], Turin, Einaudi, 1989.
- Marcel Proust, Scritti giovanili 1887-1895, Milan, Mondadori, 1992.
- Pierre François Lacenaire, Memorie di un assassino, Rome, Editori Riuniti, 1994.
- Jean Racine, Teatro, Milan, Mondadori (coll. « I Meridiani »), 2009.
- (it) Denis Diderot, Il nipote di Rameau [Le Neveu de Rameau], Venise, Marsilio, 2013.
- avec Luciano De Maria et Daria Galateria : Marcel Proust, Alla ricerca del tempo perduto, Milan, Mondadori (coll. « I Meridiani »), 1983-1989.